# Tsacasiella
Tsacasiella is een vliegengeslacht uit de familie van de roofvliegen (Asilidae).

## Soorten
- T. blanda (Tsacas, 1969)
- T. debilis (Tsacas, 1969)
- T. exilis (Tsacas, 1969)
- T. futilis (Tsacas, 1969)
- T. inornata Londt, 2002
- T. instabilis (Tsacas, 1969)
- T. kivuensis (Tsacas, 1969)
- T. neavei (Ricardo, 1919)